# 科洛傑熱
50°30′16″N 25°4′27″E / 50.50444°N 25.07417°E
科洛傑熱（烏克蘭語：Колодеже），是烏克蘭的村落，位於該國西部沃倫州，由盧茨克區負責管轄，始建於1594年，面積24.18平方公里，海拔高度216米，2001年人口584，人口密度每平方公里24.15人。